# 16 ноября
16 ноября — 320-й день года (321-й в високосные годы) по григорианскому календарю.
До конца года остаётся 45 дней.
До 15 октября 1582 года — 16 ноября по юлианскому календарю, с 15 октября 1582 года — 16 ноября по григорианскому календарю.
В XX и XXI веках соответствует 3 ноября по юлианскому календарю.

## Праздники и памятные дни

### Международные
- ООН — Международный день толерантности.
- Международный день борьбы с анорексией.

### Национальные
- Исландия — День исландского языка
- Россия — День проектировщика[2]
- КНДР — День матери.
- Куба — День святого Кристобаля
- Украина — День работников радио, телевидения и связи Украины

### Религиозные
Православие
 — Память мучеников Акепсима епископа, Иосифа пресвитера и Аифала диакона (IV век);
 — воспоминание обновления храма великомученика Георгия в Лидде (IV век);
 — память священномучеников Василия Архангельского, Петра Орленкова, Василия Покровского, Александра Зверева, Владимира Писарева, Сергия Кедрова, Николая Пятницкого, Викентия Смирнова, Иоанна Кесарийского, Петра Косминкова, Александра Парусникова, Павла Андреева, Космы Петриченко, пресвитеров и Симеона Кречкова, диакона (1937 год);
 — память мученицы Евдокии Сафроновой (1938 год);
 — память священномученика Сергия Станиславлева, диакона (1942 год);
 — память мучеников Аттика, Агапия, Евдоксия, Катерия, Истукария, Пактовия, Никтополиона и дружины их (около 320 года);
 — память преподобного Акепсима Антиохийского (IV век);
 — память праведной Снандулии (Яздундокты) Персидской (IV век);
 — память священномученика Николая Динариева, пресвитера и мученика Павла Парфёнова (1918 год).

## События

### До XIX века
- 1532 — отряд конкистадоров под командованием Франсиско Писарро разбил инкское войско под командованием Атауальпы в битве при Кахамарке и захватил его в плен.
- 1632 — в битве при Лютцене (Люцене) убит король Швеции Густав II Адольф.
- 1776 — Война за независимость США: британские войска под командованием Уильяма Хау штурмом взяли форт Вашингтон.
- 1778 — Ассамблея Кентукки принимает Кентуккийские резолюции.

### XIX век
- 1805 — бой при Холлабрунне.
- 1824 — австралийский исследователь Гамильтон Хьюм обнаружил реку Муррей, самую длинную реку в Австралии.
- 1841 — в Нью-Йорке патентуется пробковый спасательный пояс.
- 1846 — Австрийская империя аннексировала Вольный город Краков.
- 1870 — герцог Аостский Амадей избран королём Испании под именем Амадей I.

### XX век
- 1907 — Оклахома стала 46-м штатом США.
- 1913 — в Париже издан первый том романа Марселя Пруста «В поисках утраченного времени».
- 1918 — Венгрия добилась независимости от Австро-Венгерской империи и была провозглашена республикой.
- 1933 — установление дипломатических отношений СССР с США.
- 1938 — дата рождения спортивной дисциплины самбо.
- 1945
  - Объявлено об открытии тяжёлых элементов америция (атомный номер 95) и кюрия (96).
  - Образована ЮНЕСКО.
- 1950 — открытие в Варшаве II Всемирного конгресса сторонников мира; создание Всемирного совета мира.
- 1959
  - Катастрофа DC-7 в Мексиканском заливе, погибли 42 человека.
  - Катастрофа Ан-10 во Львове, погибли 40 человек.
- 1964 — первый Пленум ЦК КПСС после смещения Никиты Хрущёва. Решение об объединении промышленных и сельских партийных организаций и советских органов.
- 1965 — в СССР запущена автоматическая межпланетная станция «Венера-3», беспилотный космический корабль, который первым достиг поверхности Венеры (врезался в неё). Он стал первым земным аппаратом, достигшим поверхности другой планеты.
- 1966 — наблюдается самый обильный звездопад: до 2300 м/мин.
- 1967 — катастрофа Ил-18 в Свердловске, 107 погибших. Это крупнейшая авиакатастрофа в СССР на то время.
- 1974 — Александр Солженицын провёл в Цюрихе знаменитую пресс-конференцию «О будущем России». Именно в этот день писатель предложил «Программу „нравственной революции“», изложенную в эссе-манифесте «Жить не по лжи».
- 1979 — Катастрофа Як-40 под Вологдой, погибли 3 человека.
- 1981
  - Выступая на Пленуме ЦК, Леонид Брежнев затронул вопрос составления Продовольственной программы.
  - Катастрофа Ту-154 в Норильске, погибли 99 человек.
- 1988 — Верховный Совет Эстонской ССР объявил о суверенитете Эстонии.
- 1989 — началась Бархатная революция в Чехословакии.
- 1995 — взрыв начинённой динамитом машины у здания генеральной дирекции национальной безопасности в алжирской столице. 7 человек погибли, 100 получили ранения.
- 1996 — террористический акт в Каспийске, погибли 67 человек.

### XXI век
- 2005 — сборная Австралии по футболу впервые за 31 год вышла на чемпионат мира, обыграв в серии пенальти в стыковых матчах сборную Уругвая.
- 2008 — из Космического центра имени Кеннеди к МКС осуществлён пуск шаттла «Атлантис» по программе STS-129[5].

## Родились

### До XIX века
- 42 до н. э. — Тиберий (ум. 37 г. н. э.), второй римский император (14—37).
- 1528 — Иоганна (ум. 1572), королева Наварры (1555—1572).
- 1673 — Александр Меншиков (ум. 1729), русский военный и государственный деятель, светлейший князь, сподвижник Петра I.
- 1717 — Жан Лерон Д’Аламбер (ум. 1783), французский учёный, один из создателей «Энциклопедии наук, искусств и ремёсел».
- 1766 — Родольф Крейцер (ум. 1831), французский скрипач, композитор.
- 1788 — Дмитрий Бантыш-Каменский (ум. 1850), русский историк и государственный деятель.

### XIX век
- 1803 — Уильям Томс (ум. 1885), английский литературовед и писатель, придумавший термин фольклор.
- 1818 — Константин Кавелин (ум. 1885), русский историк, правовед, социолог и публицист.
- 1847 — Николай Юргенс (ум. 1898), русский морской офицер, гидрограф и полярный исследователь.
- 1859 — Фёдор Фидлер (ум. 1917), российский поэт и переводчик.
- 1861 — Арвид Ярнефельт (ум. 1932), финский писатель.
- 1867 — Леон Доде (ум. 1942), французский критик, эссеист и писатель, сын писателя Альфонса Доде.
- 1868 — Филипп Шкулёв (ум. 1930), русский советский поэт.
- 1873 — Уильям Хэнди (ум. 1958), американский певец, «отец блюза».
- 1874 — Александр Колчак (расстрелян в 1920), русский учёный-океанограф, адмирал, руководитель Белого движения, с 18 ноября 1918 г. по 4 января 1920 г. — Верховный правитель России.
- 1888 — Винцент Годлевский (расстрелян в 1942) — белорусский католический священник и политический деятель.
- 1892 — Го Можо (ум. 1978), китайский писатель, историк и политик, первый президент Академии наук КНР.
- 1893 — Казис Бинкис (ум. 1942), литовский поэт, драматург и переводчик.
- 1895
  - Майкл Арлен (наст. имя Тигран Гуюмджян; ум. 1956), английский писатель армянского происхождения.
  - Валентина Любимова (ум. 1968), советский драматург, автор книг для детей.
  - Пауль Хиндемит (ум. 1963), немецкий музыкант, композитор и дирижёр.
- 1896
  - Освальд Эрнальд Мосли (ум. 1980), британский политик, баронет, основатель Британского союза фашистов.
  - Лоуренс Тиббетт (ум. 1960), американский оперный певец (баритон), музыкант, актёр, радиоведущий.
- 1900
  - Осип Абдулов (ум. 1953), актёр театра и кино, народный артист РСФСР.
  - Николай Погодин (ум. 1962), советский писатель, драматург и сценарист.
  - Николай Эрдман (ум. 1970), советский драматург, поэт, киносценарист.

### XX век
- 1901 — Лев Свердлин (ум. 1969), актёр театра и кино, театральный режиссёр, педагог, народный артист СССР.
- 1904
  - Ннамди Азикиве (ум. 1996), первый президент Нигерии (1963—1966).
  - Джанкарло Корнаджа-Медичи (ум. 1970), итальянский фехтовальщик, трёхкратный олимпийский чемпион.
- 1905 — Эдди Кондон (ум. 1973), американский джазовый музыкант, гитарист, композитор и певец.
- 1907 — Берджесс Мередит (ум. 1997), американский актёр театра и кино, кинорежиссёр, сценарист, продюсер.
- 1908 — Георгий Виноградов (ум. 1980), певец (лирический тенор), заслуженный артист РСФСР.
- 1909 — Михаил Маклярский (ум. 1978), советский драматург и киносценарист, сотрудник НКВД.
- 1914 — Эдди Чапмен (ум. 1997), британский разведчик и двойной агент.
- 1919 — Анатолий Добрынин (ум. 2010), советский дипломат, посол в США (1962—1986).
- 1922
  - Сальваторе Джулиано (ум. 1950), легендарный сицилийский бандит и сепаратист.
  - Жозе Сарамаго (ум. 2010), португальский поэт, драматург и переводчик, лауреат Нобелевской премии (1998).
- 1927 — Барбара Пэйтон (ум. 1967), американская киноактриса.
- 1929 — Генрих Боровик, советский и российский журналист, публицист, киносценарист, прозаик.
- 1930 — Чинуа Ачебе (ум. 2013), нигерийский писатель-прозаик, поэт, литературный критик.
- 1936 — Игорь Турчин (ум. 1993), советский и украинский гандбольный тренер.
- 1937
  - Лев Николаев (ум. 2011), советский и российский учёный-физик и культуролог, телеведущий, популяризатор науки, публицист, автор сценариев и режиссёр.
  - Виктор Якушев (ум. 2001), советский хоккеист, олимпийский чемпион (1964), многократный чемпион мира и Европы.
- 1938
  - Евгений Свердлов, советский и российский биохимик, академик РАН.
  - Роберт Нозик (ум. 2002), американский философ-минархист.
- 1939 — Роберт Амирханян, советский и армянский композитор, общественный деятель.
- 1946
  - Теренс Маккенна (ум. 2000), американский философ, этноботаник, мистик.
  - Джо Джо Уайт (ум. 2018), американский баскетболист, двукратный чемпион НБА, олимпийский чемпион (1968).
- 1947 — Владимир Ильин, советский и российский актёр театра и кино, народный артист РФ.
- 1951 — Александр Пикуленко, российский журналист, автомобильный обозреватель.
- 1952 — Сигэру Миямото, японский геймдизайнер.
- 1958 — Александр Малинин (урожд. Выгузов), советский и российский эстрадный певец, композитор, народный артист РФ.
- 1961 — Сергей Галанин, советский и российский рок-музыкант, автор песен и певец.
- 1962 — Игорь Корнелюк, советский и российский композитор и певец.
- 1963 — Зина Гаррисон, американская теннисистка, экс-четвёртая ракетка мира, олимпийская чемпионка в парном разряде (1988).
- 1964
  - Валерия Бруни-Тедески, итало-французская киноактриса и режиссёр.
  - Дайана Кролл, канадская джазовая певица и пианистка, обладательница пяти премий «Грэмми».
- 1966
  - Николай Лебедев, российский кинорежиссёр и сценарист, дважды лауреат Государственной премии РФ.
  - Кристиан Лоренц, клавишник немецкой индастриал-метал-группы «Rammstein».
- 1971 — Александр Попов, советский и российский пловец, 4-кратный олимпийский чемпион, 6-кратный чемпион мира, 21-кратный чемпион Европы.
- 1974 — Пол Скоулз, английский футболист и футбольный тренер.
- 1977
  - Оксана Баюл, украинская фигуристка, олимпийская чемпионка (1994).
  - Мэгги Джилленхол, американская актриса и продюсер, лауреат премии «Золотой глобус».
  - Максим Ставиский, российский и болгарский фигурист (танцы на льду), двукратный чемпион мира.
- 1982 — Амаре Стадемайр, американо-израильский баскетболист, призёр Олимпийских игр (2004).
- 1983 — Кари Лехтонен, финский хоккеист, вратарь, призёр Олимпийских игр и чемпионата мира.

## Скончались

### До XIX века
- 1272 — Генрих III (р. 1207), король Англии (1216—1272).
- 1625 — Софонисба Ангвиссола (р. 1532), итальянская художница.
- 1632 — Густав II Адольф (р. 1594), король Швеции (1611-1632), полководец, погиб в битве при Лютцене.
- 1780 — Василий Адодуров (р. 1709), русский филолог, математик, учитель М. В. Ломоносова и Екатерины II.

### XIX век
- 1831 — Карл фон Клаузевиц (р. 1780), немецкий генерал и военный теоретик.
- 1887 — Фран Левстик (р. 1831), словенский писатель, драматург, критик и лингвист.
- 1899 — Винцас Кудирка (р. 1858), литовский композитор и писатель, автор гимна Литвы.

### XX век
- 1924 — Александр Архангельский (р. 1846), русский хоровой дирижёр и композитор.
- 1930 — Филипп Шкулёв (р. 1868), русский поэт.
- 1932 — Герман Матисон (р. 1894), российский и латвийский шахматист, шахматный композитор.
- 1934 — Алиса Лидделл (р. 1852), девочка, для которой Льюис Кэрролл написал «Алису в стране чудес» и «Алису в Зазеркалье».
- 1937 — расстрелян Густав Шпет (р. 1879), русский философ, психолог, искусствовед и переводчик, полиглот.
- 1952 — Соломия Крушельницкая (р. 1872), украинская оперная певица.
- 1960 — Кларк Гейбл (р. 1901), американский киноактёр, лауреат премий «Оскар» и «Золотой глобус».
- 1966 — Стефан Нарембский (р. 1892), польский архитектор, историк искусства.
- 1968 — Карл Бертильссон (р. 1889), шведский гимнаст, олимпийский чемпион.
- 1971 — Эди Седжвик (р. 1943), американская модель и актриса, муза художника Энди Уорхола.
- 1972
  - Вера Каралли (р. 1889), русская балерина, актриса немого кино, балетный педагог.
  - Александр Разумный (р. 1891), советский кинорежиссёр.
- 1975 — Александр Виноградов (р. 1895), советский геохимик, биогеохимик, академик, вице-президент АН СССР (1967—1975).
- 1981 — Уильям Холден (наст. имя Уильям Франклин Бидл младший; р. 1908), американский актёр, обладатель «Оскара».
- 1982
  - Павел Александров (р. 1896), математик, академик, основатель советской топологической школы.
  - Андрей Макаёнок (р. 1920), белорусский советский драматург, сценарист.
- 1987 — Василий Журавлёв (р. 1904), советский кинорежиссёр («Пятнадцатилетний капитан», «Человек в штатском» и др.).
- 1990 — Дмитрий Скобельцын (р. 1892), физик, академик, директор Физического института АН СССР (1951—1972), директор НИИ ядерной физики МГУ (1946—1960).
- 1994 — Жорж Марше (р. 1920), французский политик, в 1972—1994 гг. генеральный секретарь Французской компартии.

### XXI век
- 2000 — Игорь Ефимов (р. 1932), актёр кино и озвучивания, заслуженный артист РСФСР.
- 2004 — Геллий Поваров (р. 1928), советский и российский математик, кибернетик, профессор, философ и историк науки.
- 2005 — Дональд Уотсон (р. 1910), британский общественный деятель, основатель «Веганского общества» и автор термина веган.
- 2006
  - Николай Кондратюк (р. 1931), украинский певец (баритон), педагог, общественный деятель, народный артист СССР.
  - Юрий Левада (р. 1930), российский социолог и политолог.
  - Милтон Фридман (р. 1912), американский экономист, лауреат Нобелевской премии (1976).
- 2007 — Годердзи Чохели (р. 1954), грузинский кинорежиссёр, сценарист и писатель.
- 2009
  - Валерий Балабанов (р. 1939), советский и российский живописец, писатель, философ, медальер.
  - Сергей Магнитский (р. 1972), российский аудитор, расследовавший крупномасштабные налоговые преступления.
- 2013 — Ермек Серкебаев (р. 1926), казахский оперный и камерный певец (баритон), актёр, педагог, народный артист СССР.
- 2016 — Джей Форрестер (р. 1918), американский инженер, создатель первых компьютеров.
- 2018 — Зигмунд Скорзински (р. 1923), польский социолог и общественный деятель.
- 2022 — Александр Мартынюк (р. 1945), советский хоккеист, двукратный чемпион мира.
- 2023 — Антония Сьюзен Байетт (р. 1936), английская писательница, лауреат Букеровской премии (1990).
- 2024
  - Светлана Светличная (р. 1940), советская и российская актриса театра и кино; заслуженная артистка РСФСР (1974).
  - Владимир Шкляров (р. 1985), артист балета, премьер Мариинского театра (2011); Заслуженный артист Российской Федерации (2020).